# Luzula jimboi
Luzula jimboi là một loài thực vật có hoa trong họ Juncaceae. Loài này được Miyabe & Kudo mô tả khoa học đầu tiên năm 1913.